# Synaphris letourneuxi
Espèce
Synonymes
- Grammonota letourneuxi Simon, 1884

Synaphris letourneuxi est une espèce d'araignées aranéomorphes de la famille des Synaphridae.

## Distribution
Cette espèce se rencontre en Égypte et en Tunisie.

## Description
Le mâle holotype mesure 1,4 mm.
Le mâle décrit par Paolo Marcello Brignoli en 1970 mesure 1,28 mm.

## Systématique et taxinomie
Cette espèce est décrite sous le protonyme Grammonota letourneuxi par Eugène Simon en 1884. Elle est placée dans le genre Synaphris par Simon en 1894.

## Étymologie
Cette espèce est nommée en l'honneur d'Aristide Letourneux (1820-1891).

## Publication originale
- Eugène Simon, Les arachnides de France, vol. 5, Paris, Librairie encyclopédique de Roret, 1884, 885 p. (lire en ligne), p. 180-885.